# Stephy Tang
Pour les articles homonymes, voir Tang.
Stephy Tang (Chinois : 邓丽欣), née le 15 octobre 1983 à Hong Kong, est une chanteuse et actrice. Elle a été chanteuse principale du groupe Cookies avant de commencer une carrière de chanteuse solo.

## Musique
Stephy a commencé sa carrière de chanteuse dans le groupe Cookies dont le style principal de musique était la teen pop. Lorsque Stephy a commencé sa carrière de chanteuse solo, sa maison de disques, EMI, a voulu un changement vers un style vestimentaire plus mûr. Quelques chansons sur son premier album, Coloriage Stephy, ont eu une influence plus mûre et doux jazz que sa musique précédente dans des cookies. En règle générale, l'album a été largement entendu et était populaire, et il a été certifié disque d'or par l'IFPI à Hong Kong.
Son deuxième album solo a été Fantasy. L'album avait un total de cinq éditions. L'une était une édition de luxe, qui contient un DVD avec ses vidéos de musique de cet album. La seule différence entre les quatre autres thèmes était la couleur de la pochette d'un album: rouge, jaune, bleu et vert, qui étaient de quatre thèmes différents pour les photos.
Son troisième album sorti est Dating Stephy. Cet album comporte également des couvertures différentes, et une édition spéciale a été réalisée trois mois après la version originale. L'album s'est également vendu aussi bien que les deux précédents. Il n'y avait aucune annonce officielle de la certification, en tant que Gold Label Entertainment Ltd et EMI Music Hong Kong n'a pas participé à l'IFPI Hong Kong. Cependant, les journaux ont annoncé que Dating Stephy a été vendu à plus de 30 000 exemplaires en un mois, et il était au moins certifié or.
Son dernier album est intitulé Stephilosophy. Quelques chansons de cet album ont été incluses dans son récent concert.
En 2007, elle chante à la S.U.C.C.E.S.S. Gala de Charité à Vancouver, en Colombie-Britannique au Canada, avec de nombreux autres artistes.
Stephy fait son premier concert à titre individuel, appelé Stephy, See Through Live 2007. Il a été jugé 7-9 décembre 2007, au nouvellement construit Star Hall à Hong Kong. Un album live est sorti avec des chansons interprétées lors de ce concert.
Elle a également fait une version en mandarin de Breaking Free de High School Musical avec Anson Hu.
Stephy a sorti son nouvel album, The Red Album en novembre 2008. Certaines pistes de cet album, comme "女兒红", ont conduit à l'attention des médias sur l'amélioration dans la voix de Stephy.
En 2009, Stephy publie son premier roman d'amour, 陪著我走. Le livre prend la forme du journal intime d'une fille qui a récemment rompu avec son amant. Elle écrit au sujet de ce qu'elle voit et fait. Ce livre comprend également 100 pages de photos, ce qui en fait un livre de photos.

## Albums

### Cookies
- 2002: Happy Birthday - Cookies
- 2002: Merry Christmas - Cookies

### Mini Cookies
- 2003: All the Best - Cookies
- 2004: 4 Play - Cookies
- 2004: 903 California Red: Eleven Fires Concert - Cookies
- 2004: 4 in Love - Cookies

### Solo
- 2005: Coloring Stephy
- 2006: Fantasy
- 2007: Dating Stephy
- 2007: Stephilosophy
- 2008: The Red Album

## Filmographie
- 2002: Nine Girls and A Ghost
- 2003: Feel 100% 2003
- 2003: Dragon Loaded
- 2003 : Love Under the Sun
- 2004: Dating Death
- 2004: My Sweetie
- 2006: Marriage With a Fool
- 2006: Love @ First Note
- 2007: Love in Macau
- 2007: Love Is Not All Around
- 2007: In Love with the Dead
- 2008: L For Love? L For Lies
- 2008: La Lingerie
- 2008: Nobody's Perfect
- 2009: Love Connected
- 2009: Poker King
- 2010 : 72 Tenants of Prosperity d'Eric Tsang et Patrick Kong
- 2012 : I Love Hong Kong 2012
- 2018 : L Storm : Eva Ng

## Programme TV
- 2003: Aqua Heroes

## livres
- 2006: Bat Yiu Mong Gei
- 2009: Pui Jeuk Ngo Zau